# Nachal Urija
Nachal Urija (hebrejsky: נחל אוריה) je vádí v pahorkatině Šefela, nedaleko západního okraje Judských hor v Izraeli.
Začíná na západních úbočích hory Har Tnufa v nadmořské výšce přes 300 metrů jihovýchodně od vesnice Kfar Urija, severně od kláštera Dejr Rafat. Směřuje pak k severozápadu mírně se zahlubujícím údolím s částečně zalesněnými svahy, míjí lokalitu pramene Ejn Urija (עין אוריה) se starými stavebními zbytky a mezi vesnicemi Kfar Urija a Gizo ústí zleva do vádí Nachal Har'el.